# SC Baden-Baden
Der Sport-Club Baden-Baden ist ein Sportverein aus Baden-Baden.
Die Fußballabteilung des Vereins hatte ihre erfolgreichste Zeit bis Mitte der 1970er Jahre, als man über mehrere Jahre hinweg in den höchsten deutschen Amateurligen spielte. Neben der Fußballsektion besitzt der Verein auch eine Volleyball-, Tischtennis- und Leichtathletikabteilung. Die Handballabteilung gehört heute dem ASVO Baden-Baden an.

## Geschichte
Der SC Baden-Baden wurde im Jahr 1902 als Fußball-Verein Baden-Baden gegründet. 1919 erfolgte die Fusion mit dem Fußball Club Olympia von 1904 Baden-Baden zur Sportvereinigung Baden-Baden von 1902. Beide Vereine galten ab 1933 als Fahrstuhlmannschaften zwischen den drittklassigen Kreisklassen und der zweitklassigen Fußball-Bezirksklasse Mittelbaden. Im Jahr 1945 vereinigten sich die Sportvereinigung Baden-Baden von 1902 und der Verein für Bewegungsspiele von 1920 Baden-Baden West zur „Stadtauswahl“ Baden-Baden. Ein Jahr später erfolgte die Namensänderung in Sport-Club Baden-Baden. In der Saison 1961/62 scheiterte der Sport-Club als Meister der 1. Amateurliga in der Aufstiegsrunde zur 2. Liga Süd. Am Ende fehlte zum Aufstieg in die zweithöchste Spielklasse nur ein Punkt. Die Kurstädter verloren, nachdem sie zuvor alle Spiele gewonnen hatten, das entscheidende Aufstiegsspiel gegen den VfR Heilbronn mit 2:0. 1973 gewann der SC Baden-Baden wieder die Meisterschaft der damals drittklassigen 1. Amateurliga und stellte mit Dieter Vogel den Torschützenkönig der Liga. Auch diesmal scheiterten die Kurstädter in der Aufstiegsrunde zur Regionalliga. Neben dem SC wollten auch der VfR Mannheim, der SSV Ulm und der FC Villingen in die zweithöchste Klasse. Vor mehr als 5000 Zuschauern im Aumattstadion spielte der SC Baden-Baden zum Auftakt 0:0 gegen den SSV Ulm. Auch in Ulm und daheim gegen Aufsteiger Mannheim gab es ein Remis (jeweils 1:1). Die restlichen Spiele gingen verloren.
In der Saison 2021/2022 erhielt die Fußballsparte des Vereins trotz der Zugehörigkeit zur Kreisliga erhöhte Aufmerksamkeit, da der Twitch-Streamer Jens Knossalla als Trikotsponsor und – zusammen mit Max Schradin – als Kommentator auftrat und so seine mehr als zwei Millionen Follower auf den Verein aufmerksam machte. Er versuchte zudem, dem Verein durch die Veröffentlichung von Highlight-Videos auf seinem YouTube-Kanal (1,5 Millionen Follower) mehr Reichweite zu verschaffen und trainierte beim Verein mit. Allein das Video, dass dieses Engagement öffentlich machte und Highlights eines Spiels enthielt, sahen mehr als 350.000 Zuschauer, wohingegen im Stadion normalerweise um die 200 Zuschauer anzutreffen waren. Erhofft wurde sich dadurch zum einen die Erleichterung der Suche nach weiteren Sponsoren und zum anderen die Steigerung der Attraktivität des Vereins für Jugendliche.

## Erfolge (Fußball)
- Meister der 1. Amateurliga 1950, 1962, 1973
- Vizemeister der 1. Amateurliga 1953, 1958, 1975
- Vizemeister der Bezirksliga 1991, 1992 (Aufstieg in die Landesliga)

## Erfolge (Mixed - Volleyball)
- Zweiter im Deutschen BFS-Cup 2000, 2002, 2014, 2015[10]
- Süddeutscher BFS Meister 2014
- Baden-Württemberg Pokalsieger 2001, 2004, 2008
- Nordbadischer Meister 1995, 1997, 2000, 2002, 2003, 2004, 2005, 2013,
- Verbandspokalsieger 2000, 2002, 2004, 2005, 2009, 2013, 2016, 2017
- NVV Landesliga-Meister 1997, 2000, 2002, 2003, 2004, 2005, 2010, 2011, 2012, 2013, 2014,
- NVV Verbandsliga-Meister 2015, 2016, 2017, 2018, 2019
- Gewinn des BaWü-Alsace-Pokal 2012, 2014, 2018

## Bekannte Fußballspieler in der Geschichte des SC Baden-Baden
- Willi Dürrschnabel, ehemaliger Jugendnationalspieler und Bundesligaspieler des Karlsruher SC
- Eugen Ptak, Fußball-Profi u. a. bei Śląsk Wrocław, Zagłębie Lubin, Apollon Limassol und Nea Salamis Famagusta
- Werner Roth, ehemaliger Bundesligatrainer und Spieler des Karlsruher SC, führte den SC Baden-Baden als Trainer zu den Amateurligameisterschaften 1950, 1962 und 1973
- Herbert Pampuch, ehemaliger Jugendnationalspieler und Fußball-Profi beim SV Darmstadt 98
- Peter Koßmann, ehemaliger Bundesligaspieler des Karlsruher SC
- Karl Schmidt (Fußballspieler, 1932)
- Tony Marshall, der Schlagersänger spielte in der Jugend und in der 1. Amateurliga für den SC Baden-Baden[11]

## Stadion
Das Aumattstadion befindet sich im Baden-Badener Stadtteil Weststadt und bietet rund 6000 Zuschauern Platz. Es verfügt über einen Rasenplatz mit Tribüne und Tartanbahn sowie über einen im April 2018 neu eröffneten Kunstrasenplatz. Neben dem Stadion befinden sich, die Tennishallen der Vereine TC Rot-Weiß Baden-Baden und TC Grün-Weiß Baden-Baden.

## Statistiken
Der SC Baden-Baden in der obersten südbadischen Fußballspielklasse:
| Saison  | Spielklasse                     | Rang  | Spiele | S     | U     | N     | Tore   | Punkte | Anmerkungen                                                      |
| ------- | ------------------------------- | ----- | ------ | ----- | ----- | ----- | ------ | ------ | ---------------------------------------------------------------- |
| 1945/46 | Oberklasse Südbaden Gruppe West | 08.   | 16     | 02    | 04    | 10    | 030:51 | 08:24  |                                                                  |
| 1946/47 | Oberliga Südbaden Gruppe West   | 03.   | 16     | 11    | 0     | 05    | 055:21 | 22:10  |                                                                  |
| 1947/48 | Landesliga Südbaden             | 03.   | 22     | 13    | 03    | 06    | 069:38 | 29:15  |                                                                  |
| 1948/49 | Landesliga Südbaden             | 03.   | 22     | 13    | 02    | 07    | 066:36 | 28:16  |                                                                  |
| 1949/50 | Landesliga Südbaden             | 01.   | 26     | 20    | 04    | 02    | 103:28 | 44:08  | kein Aufstieg wegen Strukturreform                               |
| 1950/51 | 1. Amateurliga Südbaden         | 03.   | 30     | 16    | 05    | 09    | 073:42 | 37:23  |                                                                  |
| 1951/52 | 1. Amateurliga Südbaden         | 02.   | 34     | 21    | 07    | 06    | 069:24 | 49:19  | 4. in der Aufstiegsrunde zur 2. Oberliga Süd                     |
| 1952/53 | 1. Amateurliga Südbaden         | 05.   | 30     | 13    | 07    | 10    | 052:45 | 33:27  |                                                                  |
| 1953/54 | 1. Amateurliga Südbaden         | 02.   | 30     | 16    | 07    | 07    | 058:36 | 39:21  |                                                                  |
| 1954/55 | 1. Amateurliga Südbaden         | 08.   | 30     | 12    | 07    | 11    | 055:41 | 31:29  |                                                                  |
| 1955/56 | 1. Amateurliga Südbaden         | 14.   | 30     | 08    | 08    | 14    | 045:43 | 24:36  |                                                                  |
| 1956/57 | 1. Amateurliga Südbaden         | 13.   | 30     | 09    | 07    | 14    | 049:56 | 25:35  |                                                                  |
| 1957/58 | 1. Amateurliga Südbaden         | 15.   | 30     | 09    | 06    | 15    | 051:85 | 24:36  | Abstieg                                                          |
| 1958/59 | n. b.                           | n. b. | n. b.  | n. b. | n. b. | n. b. | 0n. b. | n. b.  | Aufstieg                                                         |
| 1959/60 | 1. Amateurliga Südbaden         | 15.   | 30     | 09    | 04    | 17    | 046:63 | 22:38  |                                                                  |
| 1960/61 | 1. Amateurliga Südbaden         | 06.   | 30     | 13    | 07    | 10    | 058:39 | 33:27  |                                                                  |
| 1961/62 | 1. Amateurliga Südbaden         | 01.   | 30     | 19    | 04    | 07    | 071:38 | 42:18  | 2. in der Aufstiegsrunde zur 2. Oberliga Süd                     |
| 1962/63 | 1. Amateurliga Südbaden         | 12.   | 30     | 10    | 06    | 14    | 036:42 | 26:34  |                                                                  |
| 1963/64 | 1. Amateurliga Südbaden         | 09.   | 30     | 08    | 13    | 09    | 039:41 | 29:31  |                                                                  |
| 1964/65 | 1. Amateurliga Südbaden         | 05.   | 30     | 15    | 05    | 10    | 061:41 | 35:25  |                                                                  |
| 1965/66 | 1. Amateurliga Südbaden         | 02.   | 32     | 17    | 09    | 06    | 070:52 | 43:21  |                                                                  |
| 1966/67 | 1. Amateurliga Südbaden         | 09.   | 30     | 12    | 08    | 10    | 049:49 | 32:28  |                                                                  |
| 1967/68 | 1. Amateurliga Südbaden         | 14.   | 30     | 11    | 04    | 15    | 057:68 | 26:34  |                                                                  |
| 1968/69 | 1. Amateurliga Südbaden         | 07.   | 30     | 11    | 09    | 10    | 044:47 | 31:29  |                                                                  |
| 1969/70 | 1. Amateurliga Südbaden         | 10.   | 30     | 12    | 05    | 13    | 050:53 | 29:31  |                                                                  |
| 1970/71 | 1. Amateurliga Südbaden         | 05.   | 30     | 12    | 10    | 08    | 059:46 | 34:26  |                                                                  |
| 1971/72 | 1. Amateurliga Südbaden         | 07.   | 30     | 09    | 10    | 11    | 051:38 | 28:32  |                                                                  |
| 1972/73 | 1. Amateurliga Südbaden         | 01.   | 30     | 19    | 06    | 05    | 060:33 | 44:16  | 4. in der Aufstiegsrunde zur Regionalliga Süd                    |
| 1973/74 | 1. Amateurliga Südbaden         | 08.   | 30     | 09    | 11    | 10    | 050:46 | 29:31  |                                                                  |
| 1974/75 | 1. Amateurliga Südbaden         | 10.   | 38     | 13    | 11    | 14    | 075:67 | 37:39  |                                                                  |
| 1975/76 | 1. Amateurliga Südbaden         | 02.   | 34     | 20    | 10    | 04    | 081:39 | 50:18  | Verzicht auf die Teilnahme an der Deutschen Amateurmeisterschaft |
| 1976/77 | 1. Amateurliga Südbaden         | 17.   | 34     | 07    | 06    | 21    | 044:87 | 20:48  | Abstieg                                                          |